# Viasat
Viasat ist eine Satellitenplattform die Fernsehsender, Pay-TV und Video-on-Demand anbietet.
Viasat wird aus London ausgestrahlt und gehört den skandinavischen Unternehmen Allente, einer Tochtergesellschaft der norwegischen Telenor Group (50 %) und des schwedischen Medienkonzerns Nordic Entertainment Group (50 %), in den nordischen Ländern (Schweden, Norwegen, Dänemark und Finnland), Sony Pictures Television in Ungarn (Werbefinanzierte Sender mit den Namen Viasat 3 und Viasat 6) und Viasat World (Pay-TV in Russland, Slowakei, Tschechien, Polen, Rumänien, Ukraine, Ungarn, Bulgarien, Estland, Lettland, Litauen, Griechenland, Kroatien, Serbien, Slowenien, Nordmazedonien, Montenegro, Bosnien und Herzegowina, Zypern und Türkei). Über die Satelliten werden über 50 Fernsehsender in 29 Länder übertragen, davon teilweise hauseigene Sender.

## Geschichte
Nachdem Modern Times Group mit TV3 in Schweden den ersten kommerziellen TV-Sender in Skandinavien gestartet hatte, wurde im folgenden Jahr der Sendebetrieb auf Dänemark und Norwegen ausgeweitet und 1989 der Pay-TV-Sender TV1000 gestartet.
1991 begann die Modern Times Group mit der Ausstrahlung über Satellit. Sieben Jahre später hatte das Unternehmen über eine Million Kunden mit Parabolantennen. Nachdem 2001 als erste europäische Satellitenplattform die Umstellung auf Digitalsignal begonnen wurde, gehörten über 500.000 Haushalte am Jahresende zu den Digitalkunden. 2003 expandierte Viasat nach Ost- und Mitteleuropa.
2008 führte Viasat Video-on-Demand-Angebote ein, ein Jahr später auch in  HDTV-Qualität. Siehe auch: Viaplay
2020 fusionierte Viasat Consumer mit Canal Digital zu Allente.